# Imada Tsukanu

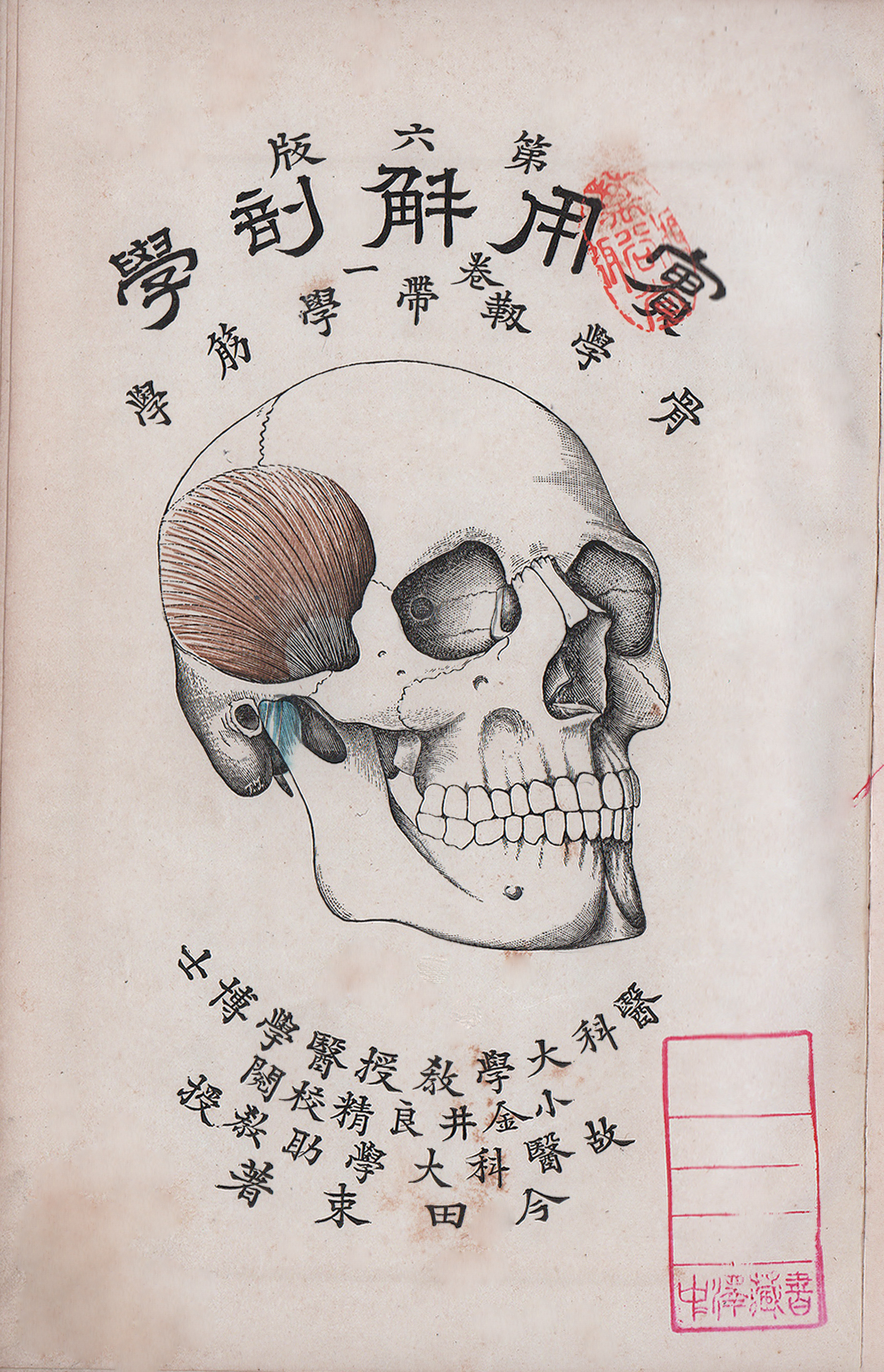
Praktische Anatomie, 6. Auflage, 1894

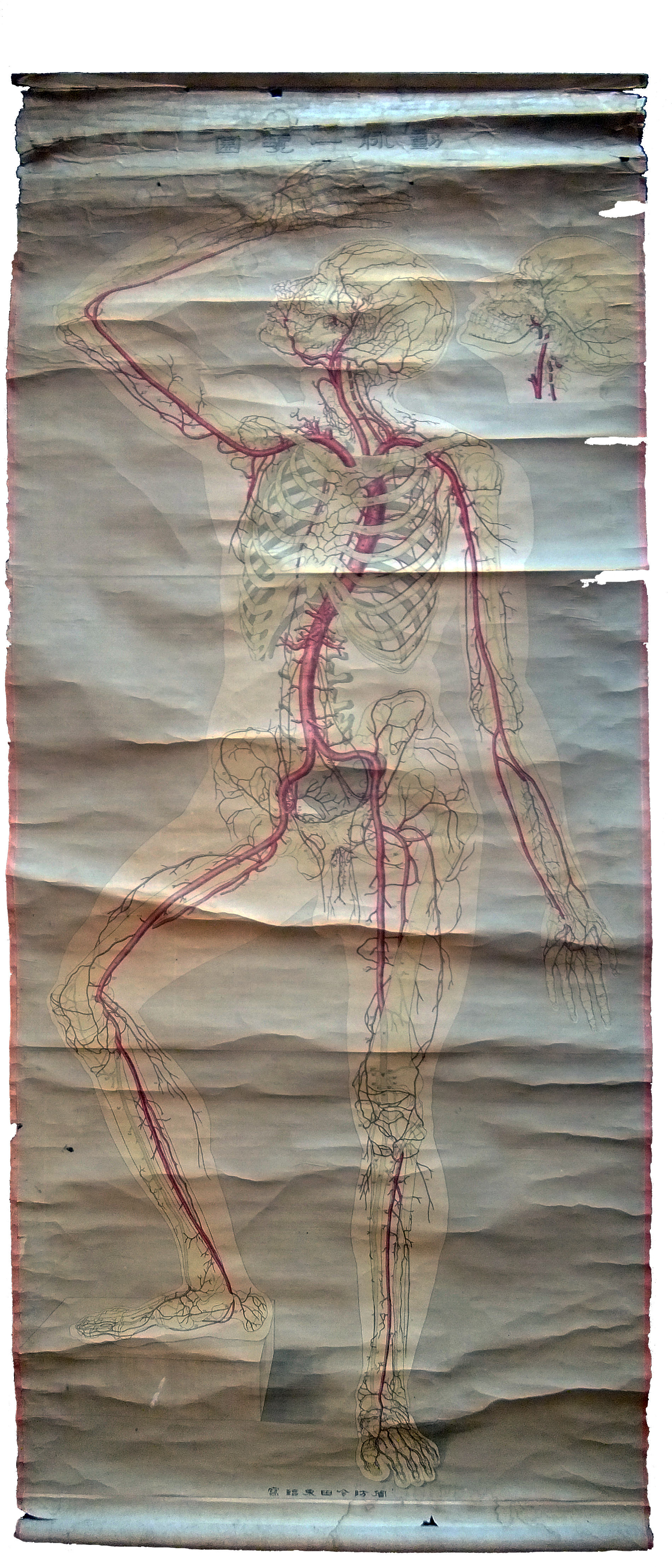
Dōmyaku Ichiranzu

Haebuhak (Ausgabe von 1909), koreanische Übersetzung von Imadas Jitsuyō kaibōgaku

Imada Tsukanu (japanisch 今田 束; * September 1850 in Iwakuni (Japan); † 22. November 1889 in Tokyo) war ein Mediziner der Meiji-Zeit und einflussreicher Wegbereiter der japanischen Anatomie.

## Leben
Imada wurde als dritter Sohn von Satō Itsu (佐藤逸), einem Samurai des Iwakuni Clans (Provinz Suō, heute Ostteil der Präfektur Yamaguchi) geboren, 1862 aber von der Familie Imada adoptiert. 1867 zog er als Mitglied einer Truppe des Iwakuni Clans zum Sturz der Tokugawa Herrschaft nach Osaka und Kyoto. Während des Boshin-Kriegs nahm er auf Seiten der Verteidiger des Tennō an der Schlacht von Toba-Fushimi teil. Im vierten Jahr der neuen Meiji-Regierung bewarb er sich bei der Wachtruppe des Tennō und ging dazu nach Tokyo.
Er lernte des Weiteren für einige Zeit bei Mitsukuri Shūhei (箕作秋坪), einem der herausragenden Vertreter der Holland-Kunde (Rangaku), in dessen Schule Mitsumata-Gakusha (三叉学舎), wechselte dann aber in die von Fukuzawa Yukichi gegründete liberalere Schule Keiō Gijuku (慶應義塾), in deren Register (Band 1) er unter Nummer 345 verzeichnet ist.
1872 nahm er Abschied aus dem Militärdienst und ging als einfacher Gehilfe zur neuen „Medizinschule Nummer 1“, einer Pionierinstitution zur Verbreitung der westlichen Medizin. Schon im folgenden Jahr wurde er als Assistent offiziell an der Abteilung für Anatomie angestellt. In dieser Funktion unterstützte er den deutschen Mediziner und Naturforscher Wilhelm Dönitz. 1874 wurde die Institution in „Medizin-Schule Tokyo“ umbenannt. Imada erhielt nach und nach wichtigere Aufgaben in der anatomischen Ausbildung der Studenten. 1877 ging die Medizin-Schule in der neuen Universität Tokio auf. Noch im selben Jahr wurde er akademischer Assistent des ersten japanischen Anatomie-Professors Taguchi Kazuyoshi (田口和美, 1839–1904), 1881 Assistenzprofessor und 1886 Professor für Anatomie.
Im selben Jahr 1877 entwickelte er ein Mittel zur besseren Konservierung von Leichen. Imada stellte eine große Zahl anatomischer Präparate her. Die von ihm entwickelte anatomische Puppe wurde auch auf Ausstellungen in Europa und Amerika gezeigt. Unter den von ihm herausgegebenen Lehrmitteln finden sich u. a. japanische Ausgaben anatomischer Schautafeln des deutschen Anatomen Robert Friedrich Froriep (1804–1861). Unter seinen Aufsätzen finden wir auch einen in deutscher Sprache (Lage des inneren Ohres) in den „Mitteilungen aus der Medizinischen Fakultät der Kaiserlichen Japanischen Universität“ (1887).
Imadas wichtiges Werk ist das 1887 erschienene, in über 30 Auflagen verbreitete Lehrbuch „Praktische Anatomie“ (実用解剖学 Jitsuyō kaibōgaku). Die Ausgabe von 1888 wurde von dem koreanischen Arzt Kim Pil-Sun (金弼淳, 1878–1919) und dessen Lehrer, dem kanadischen Missionar und Arzt Oliver R. Avison (1860–1956), ins Koreanische übersetzt und 1906 unter dem Titel „Anatomie“ (Haebuhak 해부학) publiziert. Dies war das erste koreanische Lehrwerk zu Anatomie im westlichen Stil.
Imada starb bereits in jungen Jahren an Unterleibstyphus.

## Werke
- Imada Tsukanu: Jitsuyō kaibōgaku. Tokyo, 1887, 1888, 1889, 1891, 1892, 1895, 1901, 1905, 1912, 1913, 1930 (今田束著 『実用解剖学』)
- Dōmyaku Ichiranzu. Tokyo, 1878 (ロベルト・フロリープ [著] ; 今田束 [訳]『動脈一覧図』)[6]
- Shinkei Ichiranzu. Tokyo, 1878  (ロベルト・フロリープ [著] ; 今田束 [訳]『神経一覧図』)[7]
- Shinzō oyobi naizō ichiranzu. Tokyo (『心臓及内臓一覧図』)